# Serradell

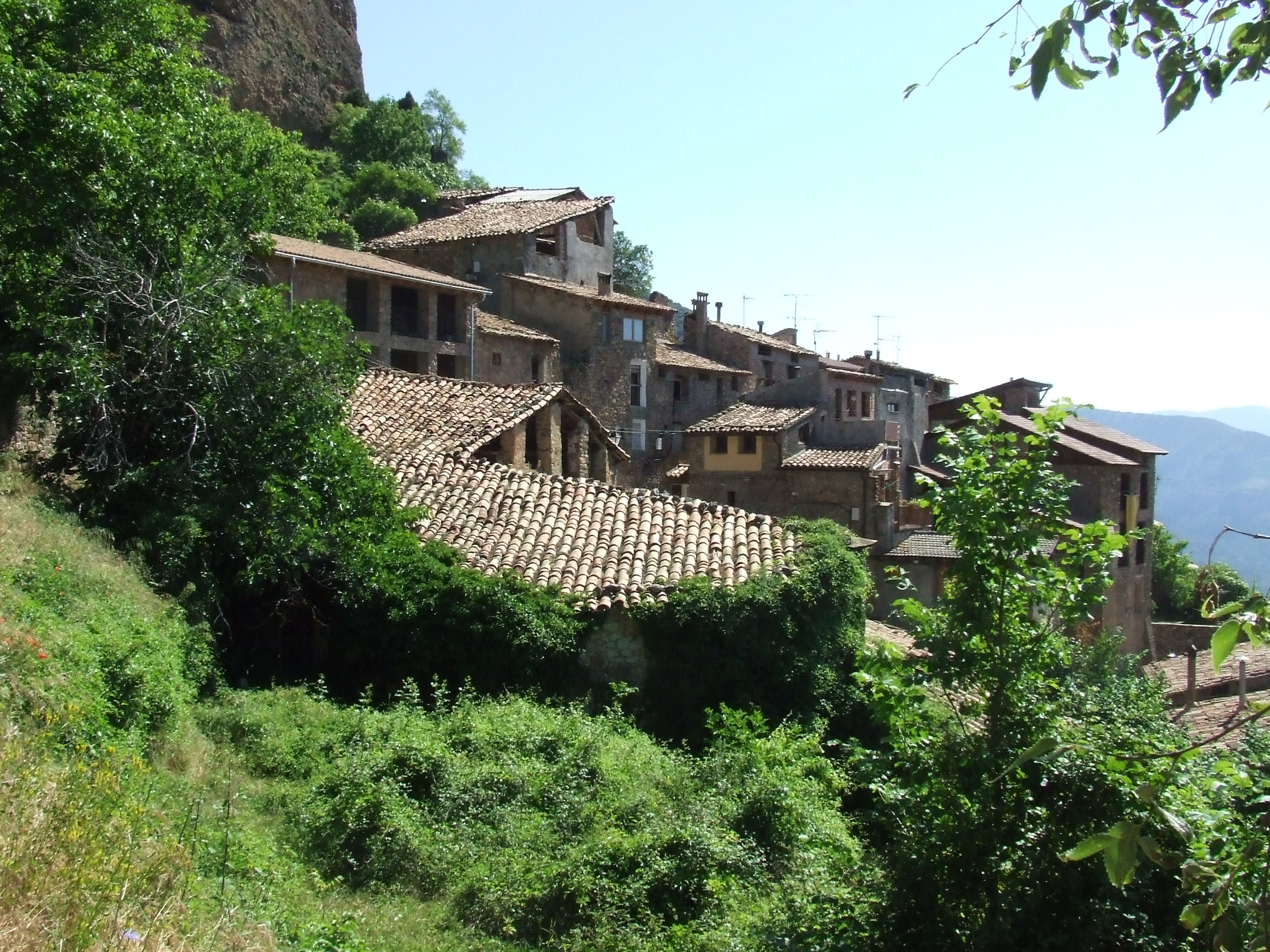
Vista de la población.

Serradell es un pueblo del municipio de Conca de Dalt, en el Pallars Jussá, provincia de Lérida. En el 2005 tenía 16 habitantes.
Formaba un municipio, junto con los pueblos de Erinyà, Rivert, Toralla y Torallola, hasta la creación de Pallars Jussá, en 1969, municipio que en 1994 tuvo que cambiar su nombre por el de Conca de Dalt.
El pueblo de Serradell se formó a partir del castillo de Serradell, probablemente como pueblo castrense del mismo castillo. El castillo, o los pocos restos que quedan, estaba justo encima de las casas más altas del pueblo.
El pueblo está en la vertiente meridional de las sierras de Setcomelles y de Camporan, en la orilla norte-izquierda-del torrente de Serradell o de Erinyà. Se accede por una pista rural asfaltada, en buen estado, pero bastante estrecha, que sale del lado sur del Congost de Erinyà, en la carretera N-260 y, en dirección oeste, conduce a Erinyà en un kilómetros y medio y a Serradell en cuatro kilómetros más.
La iglesia de Sant Andrés pertenece a la parroquia de Erinyà, y se encuentra en el extremo de levante del viejo pueblo cercado, dentro del cual se encontraba.
Encima del pueblo, al norte, en el bosque de Serradell, está la ermita de San Aleix. A un kilómetro y medio del pueblo, a poniente, también están los restos de la ermita románica de Santa Eulalia la Antigua de Serradell. Un poco antes de llegar, cerca de la Borda del Seix, está la ermita de san Marcos.

## Etimología
Según Joan Coromines (op. cit.), está claro que Serradell es un derivado diminutivo de la palabra común serrat, el cual, por su lado es también un derivado diminutivo de la palabra común serra. Es, por tanto, un topónimo ya románico y descriptivo del lugar donde se encuentra este pueblo.

## Historia

### Las grutas y cuevas: historia antigua y medieval
Cerca de Serradell se han encontrado varias cuevas con yacimientos antiguos:

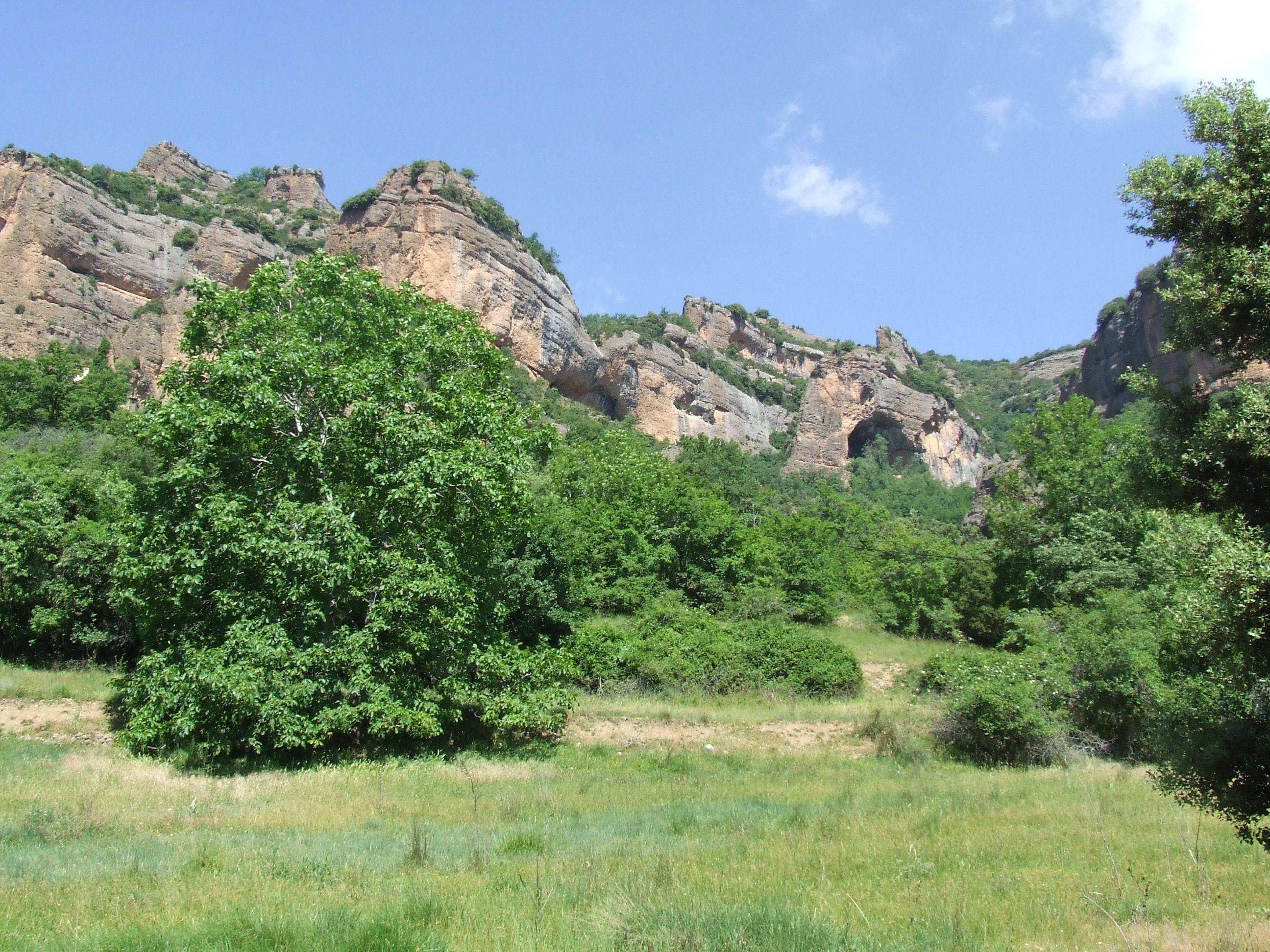
Lugar donde se encuentran la mayor parte de las grutas y cuevas de Serradell.

- Cueva de Espluguell cercana a la del Agujero Negro, ambas están a unos 500 metros al noreste del pueblo de Serradell, a poniente de lo Serrat Pla, contrafuerte meridional del Serrat del Ban, en el lado izquierdo de la Llau de la Fuente.
- Cueva del Agujero Negro, con restos eneolítiques y medienales
- Cueva del Forat de la Bou, con estalactitas y cerámica de la edad de bronce. Está al oesnoroeste de Serradell, también a unos 500 metros de distancia, al norte de las Rocas de Bou, en una de las estribaciones sur-occidentales del mismo Serrat del Ban
- Gruta de Esplugallonga. Está al nornoreste de Serradell, cerca y a la izquierda de la Llau de la Fuente
- Cueva de Sorta. Está al noroeste de Serradell, cercana al pueblo (la más cerca de todas) y en el mismo sistema orográfico que todas las demás.

Cabe destacar que en el paso de la alta Edad Media a la Baja Edad Media, se pueden situar, entre las grutas y cuevas acabadas de mencionar, el conjunto troglodítico de Sorta, el despoblado de Esplugallonga y la hábitat troglodítico de la cueva del Espluguell, los tres próximos al pueblo de Serradell, situados en cuevas o grutas ya mencionadas en el punto anterior, dado que han sido hallados restos prehistóricos, aparte de medievales.
Serradell nació de su castillo, debajo del cual se encontraba. El núcleo tomó la forma de pueblo cerrado, con un doble recinto. Desde el superior se debía acceder al castillo. Se conservan dos de los portales: el de la iglesia, que enlazaba con la zona donde estaban las cuevas habitadas de Sorta, Esplugallonga y el Espluguell, y uno superior que conducía hacia el castillo. Debía haber otro portal abierto hacia levante, junto a mediodía de la iglesia, sin embargo, no se conserva nada.

## Geografía humana

### Demografía
| Gráfica de evolución demográfica de Serradell entre 1842 y 1960 |
| |
| Población de derecho según los censos de población del INE Población de hecho según los censos de población del INEEn este censo se denominaba Toralla-Serradel: 1960 Entre el censo de 1857 y el anterior, crece el término del municipio porque incorpora a 255154 (Eriña), 255312 (Ribert), 255364 (Toralla), 255365 (Torallola) Entre el censo de 1970 y el anterior, este municipio desaparece porque se integra en el municipio 25161 (Pallars Jusá) |